# Lena Johansson
Lena Johansson (* 27. Mai 1953) ist eine ehemalige schwedische Leichtathletin, die sich auf den Weitsprung spezialisiert hat.

## Sportliche Laufbahn
Lena Johansson trat nur bei den Halleneuropameisterschaften 1979 in Wien international in Erscheinung und gewann dort mit einer Weite von 6,27 m die Bronzemedaille hinter der Ostdeutschen Siegrun Siegl und Jarmila Nygrýnová aus der Tschechoslowakei. 
1977 wurde Johansson schwedische Meisterin im Weitsprung.